# حارية جوغر
حارية جوغر (الاسم العلمي:Echis  jogeri ) (بالإنجليزية: Joger's Saw-scaled Viper)‏ هي نوع من الثعابين تتبع جنس الحارية من فصيلة الأفاعي.